# É (клинопись)
É (𒂍, произносилась как [e]; акут в латинской транскрипции знака ставится для того, чтобы отличить его от других знаков с таким же чтением) — шумерский клинописный знак, обозначавший дом или храм.
Шумерский термин É.GAL («дворец», дословно «большой дом») обозначал главное здание в городе. Возможно, это слово является источником таких семитских слов, как ивр. היכל‎ heikhal и араб. هيكل‎ haykal. Выдвигались предположения, что слово É происходит от чего-то вроде *hai или *ˀai, особенно в связи с тем, что клинописный знак È использовался для обозначения /a/ в эблаитском языке.